# Oosterflank
Oosterflank is een wijk in het Rotterdamse stadsdeel Prins Alexander.
In de wijk Oosterflank bevindt zich het grootste winkelgebied van Rotterdam, winkelcentrum Alexandrium, dat 213 verschillende winkels herbergt.
Oosterflank wordt begrensd door de spoorlijn Rotterdam-Gouda in het noorden, de Capelseweg in het oosten, de Capelse wijk Schenkel in het zuiden en de Prins Alexanderlaan in het westen.
Oosterflank is gebouwd in de jaren tachtig en bestaat uit een combinatie van eengezinswoningen en voornamelijke lage appartementencomplexen, die in een hoge dichtheid zijn gebouwd.
Deze wijk wordt bediend door de RET met de Metrolijn: A en B, met halte: Oosterflank en Alexander. Station Alexander is tevens een sprinter en intercitystation.